# Wapiti sibiřský
Wapiti sibiřský (Cervus canadensis sibiricus), známý také jako jelen sibiřský, je jelenovitý sudokopytník. Jméno „wapiti“ pochází z kríjštiny a znamená „bílý zadek“.

## Výskyt
Wapiti žije v lesích jižní Sibiře, od pohoří Altaj podél hranic Ruska s Mongolskem až k řece Amur. Centrum areálu leží mezi pohořími Altaj a Ťan-šan a jezerem Bajkal.

## Popis
Výška v kohoutku bývá 130–160 cm, délka těla může být 140–250 cm, ocas je 12–18 cm dlouhý. Hmotnost dospělého jelena dosahuje 200–380 kg. Parohy rostou na hlavě pouze samcům, přičemž jejich délka může dosáhnout i 120–150 cm. Každé jaro je paroží shazováno a koncem léta roste nové. Říje probíhá od začátku září do konce října. Délka březosti je 240–262 dní. Poté se rodí jedno mládě (vzácně i dvě).

## Způsob života
Laně s kolouchy žijí po většinu roku ve smíšených stádech, dospělí samci tvoří stáda oddělená. V době říje kolem sebe shromažďují silní samci větší počet laní. Wapiti se živí trávou, listím, výhonky, plody a kůrou dřevin.

## Délka života
Průměrně se dožívá 10–15 let (v lidské péči až 20).

## Chov v českých zoo
Wapitiho sibiřského na území ČR chovají Zoo Brno a Zoo Ostrava. Chovala jej také olomoucká zoo, v roce 2012 byl však chov ukončen a chovné stádo přesunuto do obory v Klopině.
Na Slovensku ho chová Zoo Košice.